# Suka Mulia (Secanggang)
Suka Mulia is een bestuurslaag in het regentschap Langkat van de provincie Noord-Sumatra, Indonesië. Suka Mulia telt 3337 inwoners (volkstelling 2010).